# Парламентские выборы в Испании (1933)
Выборы в I Кортесы Республики (исп. Cortes Generales) 1933 года в Испании состоялись 19 ноября (первый тур) и 3 декабря (второй тур), стали вторыми выборами в период Второй республики и первыми прошедшими по новой конституции. Впервые в истории Испании в голосовании приняли участие женщины, что увеличило количество избирателей на 6,8 млн человек. Явка на выборы составила 67,31 % избирателей.
Правящая республиканско-социалистическая коалиция распалась, входившие в неё партии либо сформировали новые, более мелкие избирательные блоки либо принимали участие в выборах самостоятельно. Популярные в Испании 1930-х годов анархисты выступили за неучастие в голосовании. Все эти факторы, а также усталость от «Реформистского двухлетия» (1931—1933), недовольство результатами работы левореспубликанских кабинетов как слева, так и справа, активизация католическо-консервативной части электората, которую смогла сплотить вокруг себя недавно созданная Испанская конфедерация независимых правых, привели к поражению левых республиканских сил.

## Предыстория
Выборы в июне 1931 года принесли большинство в кортесах левым силам. Марксисты, левые республиканцы и левые националисты в совокупности завоевали 291 место из 470 (61,92 %). Это позволило начать так называемое «Реформистское двухлетие» (1931—1933), когда Испанией управляли левый парламент и левоцентристское правительство во главе с Мануэлем Асаньей. За это время были проведены ряд важных реформ, в частности, приняты республиканская конституция и Статут об автономии Каталонии, женщины получили право голосовать, церковь отделена от государства, начаты образовательная, аграрная и военная реформы. В то же время финансовое положение государства, во многом из-за продолжающейся «Великой депрессией» было плохим. Пытаясь улучшить положение народа правительство проводило политику перераспределения богатств, вызвав критику со стороны богатых. Власти также пытались бороться с бедностью в сельских районах путём введения восьмичасового рабочего дня и расширения прав работников, что привело к недовольству помещиков. Многие католики выступили против образовательных и религиозных реформ, проводимых новым правительством.
С момента провозглашения республики сложилось три крупнейшие оппозиционные группы. Первая включала в себя католические движения, такие как Ассоциация католических пропагандистов (исп. Asociación Católica de Propagandistas). Вторая группа состояла из монархистов, в том числе карлистов и Монархического союза Хосе Кальво Сотело (позднее влился в «Испанское обновление»), готовых ради свержения республики к насильственному восстанию. Третью группу составили фашистские организации. Консервативная оппозиция с самого начала имела поддержку церкви.
Вскоре начинает формироваться оппозиция слева, основу которой составили анархисты. Уже в 1932 году в одном из крупнейших профцентров Испании, Национальной конфедерации труда, находившейся под влиянием анархо-синдикалистов, верх взяли противники правительства. После того как в октябре 1931 года премьер-министром стал лидер Республиканского действия Мануэль Асанья, от республиканско-социалистической коалиции стал постепенно отдаляться Алехандро Леррус, лидер Радикальной республиканской партии, второй силы после социалистов по количеству парламентских мандатов, сам рассчитывавший возглавить кабинет.
9 декабря 1931 года республиканско-социалистическое большинство ратифицировало новую конституцию. Она носила реформистский, либеральный и демократический характер, включая в себя множество статей, вызвавших недовольство консервативно настроенной части общества, в частности, теми из них которые были направлены на ограничение влияния католической церкви.. Неудивительно, что новая конституция не получила поддержки крупных землевладельцев, промышленников, церкви и армейских офицеров., обвинявших республиканское правительства в варварстве, несправедливости и коррумпированности. Республиканцы центра и правого крыла (радикалы Лерруса, правые либералы президента Нисето Алькала Саморы и другие) хотя в целом и поддержали конституцию, в то же время всё чаще высказывали недовольство излишне радикальными на их взгляд действиями левореспубликанского правительства.
23 апреля 1933 года в почти 2500 испанских муниципалитетах прошли муниципальные выборы, завершившиеся победой оппозиционных партий. Лишь менее трети от числа избранных членов муниципальных советов представляли партии, поддерживающие правительство республики.
Потеря поддержки со стороны центристов и правых республиканцев сделала кабинет Асаньи ещё более зависимым от социалистов. ИСРП продолжала оказывать поддержку реформистскому правительству, но среди самих левых нарастали противоречия по вопросам внутренней политики, в социалистической партии росло влияние левого крыла, требовавшего более радикальных реформ. В то же время правые силы, чьё влияние в обществе росло, объединились в рядах Испанской конфедерации независимых правых (CEDA), одновременно склоняясь в сторону набирающего силы фашизма. В конце концов, растущая парламентская оппозиция привела к отставке Асаньи. 12 сентября 1933 года президент Алькала Самора поручил Леррусу сформировать новый кабинет.
1 октября 1933 года лидер левого крыла социалистов Ларго Кабальеро выступил против Лерруса, заявив, что при нём программа реформ правительства, и, таким образом, основа самой республики, окажутся под угрозой, предупредив, что социалисты могут отказаться от поддержки кабинета. На следующий день другой лидер социалистов, Индалесио Прието, заявил, что социалисты больше не будет участвовать в управлении государством. Понимая, что в таких условиях сформировать стабильное правительство невозможно, Леррус подал в отставку. Президент Алькала Самора был вынужден поручить формировать новое правительство лидеру левого крыла радикалов Диего Мартинесу Баррио. Социалисты согласились поддержать кабинет Баррио, но призвали к проведению новых выборов, которые были назначены на 19 ноября 1933 года. В сложившихся условиях, президент Алькала Самора, пытаясь разрешить кризис, созданный фактическим развалом республиканско-социалистической коалиции, и считая, что нынешний состав парламента больше не представляет доминирующее в обществе мнение, решил назначить досрочные выборы.

## Избирательная система
Новый закон о выборах, принятый 27 июля 1933 года, внёс некоторые изменения в избирательную систему Испании по сравнению с предыдущими выборами в июне 1931 года. Так, минимум голосов для победы в первом туре вырос до 40 %. До участия во втором туре, который назначался в том случае если ни один из списков не достигал необходимого минимума голосов, допускались все набравшие не менее 8 % голосов. Кроме того, было разрешено вносить изменения в списки кандидатов между первым и вторым турами. Но суть осталась прежней: это была мажоритарная избирательная система открытых списков кандидатов, дающая преимущество получившим наибольшее количество голосов, соответственно широкие коалиции имели возможность получить большее количество мандатов по сравнению с малыми коалициями и отдельными партиями.
Испания была разделена на 60 многомандатных избирательных округов, каждый из которых представлял целую провинцию или город с населением более 100 000 жителей. Больше всего депутатов, 17, предстояло избрать жителям Мадрида. Каждый избирателей мог проголосовать за несколько кандидатов, так, в том же Мадрида можно было выбрать 13 претендентов. Это способствовало большим коалициям. Например, в Мадриде, социалисты опередили правых всего на 5000 голосов, но смогли получить 13 мандатов, в то время как правым досталось только оставшиеся четыре. Голосование проходило в два тура. Для победы в первом туре голосования необходимо было набрать не менее 40 %. В случае, если ни один список кандидатов не достиг 40 %, то во второй тур выходили списки набравшие в первом туре по крайней мере 8 %. Выборы 1933 года были первыми в истории Испании, на которых женщины имели право голоса согласно новой конституции. Это увеличило количество избирателей на 6 800 000 человек.

## Предвыборная кампания
К моменту выборов победившая в 1931 году республиканско-социалистическая коалиция распалась, входившие в неё партии либо сформировали новые, более мелкие избирательные блоки, либо принимали участие в выборах самостоятельно. Ряд участников Союза республиканцев и социалистов к моменту выборов успели расколоться или прекратить существование. Так, радикал-социалисты пережили два раскола, сначала от партии отделилось крайне левое крыло (Радикально-социалистическая левая), а затем и умеренные левые (независимые радикал-социалисты). Республиканская либеральная правая, партия президента Алькала Саморы, сменила название на Прогрессивную республиканскую, а затем пережила раскол, в результате которого была образована Консервативная республиканская партия. Распались, прекратив своё существование, партии «Поддержим Республику» и Ассоциация службы Республике.
В преддверии выборов ИСРП разделилась по вопросу о сотрудничестве с левыми республиканцами. В результате победила точка зрения Ларго Кабальеро, выступавшего за то чтобы полностью разорвать отношения с республиканцами, в то время как Индалесио Прието и Фернандо де лос Риос, считавших необходимым создание широкой коалиции, остались в меньшинстве. В большинстве округов социалисты выставили собственные списки, их примеру последовали и ряд других партий, в частности, радикал-социалисты и отколовшаяся от них Радикально-социалистическая левая. Коммунисты, бухаринский Рабоче-крестьянский блок и Иберийские революционеры (бывшие Революционные радикал-социалисты), не входившие в Союз республиканцев и социалистов, также в большинстве случаев предпочли баллотироваться отдельно от других партий. Республиканское действие и Независимая радикально-социалистическая республиканская партия, созданная отколовшимся левым крылом радикал-социалистов, объединились в коалицию Республиканская левая, позднее преобразованную в одноимённую партию. Сразу две коалиции создали ряд каталонских левых партий. Республиканская левая Каталонии, Социалистический союз Каталонии, Союз крестьян Каталонии и Федеральная демократическая республиканская партия объединились в блок Каталонская левая, свою коалицию образовали Республиканское каталонское действие и Левая республиканская националистическая партия.
В то же время во многих округах левые сотрудничали, выставляя единые списки. Например, Каталонская левая баллотировалась в Льейде совместно с Республиканским действием, а в Таррагоне вместе с социалистами и коммунистами. Отделение Галисийской республиканской партии в Понтеведра несмотря на запрет партийного руководства выставила объединённый список с Республиканской левой. Коммунисты в Лас-Пальмасе составили общий список с федералистами. Федеральная демократическая республиканская партия участвовала в выборах в провинции Овьедо вместе с аграриями, а в Барселоне с Федеральной крайне левой.
Крупнейшая партия республиканской оппозиции, радикалы Алехандро Лерруса, выступали в первую очередь против социалистов, делая ставку на помощь со стороны правых сил. Они использовали такие лозунги, как «Республика, порядок, свобода, социальная справедливость, амнистия» (исп. República, orden, libertad, justicia social, amnistía). Леррус был уверен в успехе после удачного выступления на муниципальных выборах 1933 года. В части округов Радикальная партия образовала коалицию радикалов и центристов, в которую вошли прогрессисты Алькалы Саморы и отколовшиеся от них консервативные республиканцы, в других округах баллотировались совместно с правыми партиями, а в Таррагоне выставили совместный список с Каталонской лигой.
12 октября 1933 года большая часть правых (Испанская конфедерация независимых правых, группа «Аграрное меньшинство», католические движения, традиционалисты, националисты, монархисты, как «альфонсинос», так и карлисты) объединились для участия в выборах в широкую коалицию Союз правых (исп. Unión de Derechas). Несмотря на идеологические и тактические разногласия, им удалось разработать программу-минимум, главными пунктами которой стали пересмотр Конституции 1931 года, религиозных и социальных реформ, отмена Закона об аграрной реформе 1932 года и освобождение политических заключённых, в первую очередь участников антиреспубликанского мятежа 1932 года («Санхурхада»). Правые смогли бросить огромные ресурсы в свою кампанию, значительно превышавшие возможности их соперников, распространив 10 миллионов листовок и 300 000 плакатов, выпустив множество агитационных радио- и кинороликов.
В своей предвыборной кампании правые делали ставку на консерватизм и национализм католиков, призывая их выступить «в защиту порядка и религии». В манифесте «Антимарксистской коалиции» (такое название получил список правых кандидатов в Мадриде), опубликованном в католической газете El Debate 1 ноября 1933 года, политика республиканско-социалистического правительства была определена как «марксистская», «с материалистическим и антикатолическим взглядом на жизнь и общество» и «антииспанская». В манифесте обещалось, что кандидаты от антимарксистской коалиции «будут неустанно работать, чтобы добиться отмены всех положений о конфискации собственности и преследованиях человека, объединений и религиозных убеждений».
Анархисты, в первую очередь Национальная конфедерация труда (НКТ) и тесно связанная с ними Федерация анархистов Иберии, развернули беспрецедентную кампанию в пользу воздержания от участия в выборах, выступив как против слишком умеренных на их взгляд левореспубликанских политиков, так и против их оппонентов справа. В случае победы на выборах правых анархисты обещали поднять вооружённое восстание и установить либертарный коммунизм. За левых анархисты тоже не хотели голосовать, считая, наилучшим вариантом свергнуть правительство. Воздержание от участия в выборах поддержали также и умеренные анархисты, такие как Бенито Пабон из Синдикалистской партии и Мигель Абос, секретарь НКТ Арагоны, Риохи и Наварры.

## Результаты
19 ноября и 3 декабря были избраны 473 депутата однопалатного испанского парламента, из них только две женщины: Анхелес Сид (CEDA) и Маргарита Нелькен (ИСРП). В целом, явка избирателей составила около 8,5 миллионов человек, превысив две трети от общего числа зарегистрированных граждан имевших право голоса.
Выборы завершились подавляющей победой правых сил, Выступая в союзе с центристами и правоым республиканцами, правые получили в совокупности 55,82 % голосов избирателей, что обеспечило им 336 мест (71,04 %) в Кортесах. За правые партии отдали свои около 3,37 млн избирателей, за левые — 3,12 млн человек, за партии центра — 2,05 млн. Наибольшие потери понесли левые республиканцы, потеряв почти 90 % своих мандатов, марксисты, утратившие почти половину депутатских мест, и левые националисты, количество которых в парламенте сократилось на 45 %. На ближайшие два года ведущими партиями парламента стали католическо-консервативная Испанская конфедерация независимых правых (115 мандатов), центристская Радикальная республиканская партия (102 мандата) и марксистская Испанская социалистическая рабочая партия (59 мандатов).
В победе правых свою роль сыграли их активная и дорогостоящая предвыборная кампания, разобщённость левых, что было гибельно в условиях избирательной системы, которая благоприятствовала широким коалициям, допуск к голосованию женщин, в большинстве своём отдавшим голоса правоцентристам, отказ от участия в голосовании популярных в рабочей среде анархистских организаций, усталость части электората от реформ. В целом, политическая ситуация в Испании после выборов 1933 года резко изменилась, заметно сдвинувшись вправо.

### Результаты выборов по коалициям
Итоги выборов в I Кортесы Республики 1933 года по коалициям
| Коалиции (партии)                                                                      | Коалиции (партии)                                         | Голоса    | Голоса | Места | Места | Примечания |
| Коалиции (партии)                                                                      | Коалиции (партии)                                         | #         | %      | Места | %     | Примечания |
| -------------------------------------------------------------------------------------- | --------------------------------------------------------- | --------- | ------ | ----- | ----- | --- |
| Союз правых                                                                            | исп. Unión de Derechas, UdD                               | 2 327 200 | 27,16  | 138   | 29,18 | Включая Испанскую конфедерацию независимых правых, аграриев, «Испанское обновление» и Традиционалистское причастие, а также Консервативную республиканскую партию в Аликанте и Уэльве, Республиканскую партию центра и Республиканскую партию Майорки на Балеарских островах, фалангистов и независимых монархистов в Кадисе |
| Испанская социалистическая рабочая партия                                              | исп. Partido Socialista Obrero Español, PSOE              | 1 858 300 | 21,68  | 63    | 13,32 | В том числе совместно с Республиканским действием, радикал-социалистами, федералистами и Каталонской левой |
| Радикалы и центристы                                                                   | исп. P.R.Radical y centro                                 | 1 208 700 | 14,10  | 70    | 14,80 | Включая Радикальную республиканскую партию и Консервативную республиканскую партию в 20 округах и с другими партиями |
| Радикалы и правые                                                                      | исп. Coalición Radicales + Derechas                       | 817 300   | 9,54   | 98    | 20,72 | Включая Радикальную республиканскую партию, Консервативную республиканскую партию, Прогрессивную республиканскую партию, CEDA, аграриев, карлистов, а также независимых республиканцев и правых |
| Каталонская левая                                                                      | кат. Esquerra Catalana, EC                                | 433 600   | 5,06   | 26    | 5,47  | Включая Республиканскую левую Каталонии, Социалистический союз Каталонии, Союз крестьян Каталонии и Федеральную демократическую республиканскую партию, а также совместно с Республиканским действием в Льейде и с социалистами в Таррагоне                                                                                  |
| Каталонская лига                                                                       | кат. Lliga Catalana                                       | 413 700   | 4,83   | 28    | 5,92  | В том числе совместно с карлистами в Льейде и Таррагоне, а также с радикалами в Таррагоне |
| Коалиция Республиканская левая                                                         | исп. Coalición Izquierda Republicana (AR-PRRSI)           | 214 100   | 2,49   | 1     | 0,21  | Включая Республиканское действие и Независимую радикально-социалистическую республиканскую партию, в том числе совместно с Галисийской республиканской партией в Понтеведра |
| Баскская националистическая партия                                                     | баск. Euzko Alderdi Jeltzalea, EAJ                        | 183 000   | 2,14   | 11    | 2,33  | |
| Коммунистическая партия Испании                                                        | исп. Partido Comunista de España, PCE                     | 154 100   | 1,80   | 1     | 0,21  | В том числе совместно с Республиканским действием и радикал-социалистами, а также с федералистами в Лас-Пальмасе и Каталонской левой в Таррагоне |
| «Аграрное меньшинство»                                                                 | исп. Minoría Agraria                                      | 152 400   | 1,78   | 6     | 1,27  | Только сольно, в основном в Бургосе, как правило аграрии избирались по общим спискам с CEDA и другими правыми партиями |
| Независимые республиканцы                                                              | исп. Republicanos independientes                          | 144 600   | 1,69   | 1     | 0,21  | В том числе Публио Суарес (избран в Леоне, 15 000 голосов), Санчес Гэрра (Кордова, 55 000), Портела Вальядарес (Луго, 20 000), Санчес Роман (Мадрид, 6 700). Другие независимые республиканцы избирались по спискам радикалов (3 депутата) и CEDA (Хоакин Чапаприета)                                                        |
| Коалиция либеральных демократов и правых                                               | исп. Coalición P. Rep. Liberal Demócrata + CEDA           | 124 500   | 1,45   | 13    | 2,75  | |
| Галисийская республиканская партия                                                     | галис. Partido Republicano Gallego, PRG                   | 114 600   | 1,34   | 8     | 1,69  | В том числе совместно с радикалами и консервативными республиканцами в Ла-Корунье, но без учёта совместного списка с Республиканским действием в Понтеведра, выставленного вопреки решению партии |
| Радикально-социалистическая республиканская партия                                     | исп. Partido Republicano Radical Socialista, PRRS         | 105 500   | 1,23   | 1     | 0,21  | Голоса поданные за кандидатов выдвинутых партией самостоятельно, лидер Феликс Гордон Ордас возглавлял список «Левых» в Леоне |
| Республиканская консервативная партия                                                  | исп. Partido Republicano Conservador, PRC                 | 92 700    | 1,08   | 5     | 1,06  | Только самостоятельные списки и коалиции с аграриями в Сории и прогрессистами в Леоне |
| Республиканское каталонское действие и Левая республиканская националистическая партия | кат. Acció Catalana Rep. - P.Nacionalista Rep. d’Esquerra | 74 200    | 0,87   | 0     | —     | В том числе совместно с Республиканским действием в Барселоне и Таррагоне, и независимыми радикал-социалистами в Таррагоне |
| Традиционалистское причастие                                                           | исп. Comunión Tradicionalista, CT                         | 53 700    | 0,63   | 3     | 0,63  | Включая самостоятельный список в Алаве и список Католиков-аграриев в Бургосе, а также совместно с Аграрной партией Каталонии в Барселоне и Жироне |
| Федеральная демократическая республиканская партия                                     | исп. Partido Republicano Democrático Federal, PRDF        | 34 200    | 0,40   | 0     | —     | Включая коалицию с аграриями в Овьедо и список Федеральной крайне левой в Барселоне |
| Галисийская партия                                                                     | исп. Partido Galeguista, PG                               | 25 000    | 0,29   | 0     | —     | |
| Рабочий фронт (Рабоче-крестьянский блок)                                               | кат. Frente Obrero (Bloc Obrer i Camperol)                | 18 600    | 0,22   | 0     | —     | |
| Сельское действие                                                                      | исп. Acción Rural                                         | 10 600    | 0,12   | 0     | —     | Только список в Бургосе |
| Прогрессивная республиканская партия                                                   | исп. Partido Republicano Progresista, PRP                 | 7 400     | 0,08   | 0     | —     | Только самостоятельный список в Севилье |
| Иберийские революционеры                                                               | исп. Revolucionarios Ibéricos                             | 6 500     | 0,07   | 0     | —     | Снялись с выборов |
| Радикально-социалистическая левая                                                      | исп. Izquierda Radical Socialista, IRS                    | 1 400     | 0,02   | 0     | —     | |
| Источник: * Historia Electoral                                                         |                                                           |           |        |       |       | |

### Результаты выборов по партиям
Итоги выборов в I Кортесы Республики 1933 года по партиям
| Партии                                           | Партии                                                         | Партии                                                           | Партии                                                  | Лидер                                            | Места | Места | Места | Примечания |
| Партии                                           | Партии                                                         | Партии                                                           | Партии                                                  | Лидер                                            | Места | +/−   | % | Примечания |
| ------------------------------------------------ | -------------------------------------------------------------- | ---------------------------------------------------------------- | ------------------------------------------------------- | ------------------------------------------------ | ----- | ----- | --- | --- |
|                                                  |                                                                | Испанская конфедерация независимых правых                        | исп. Confederación Española de Derechas Autónomas, CEDA | Хосе Мария Хиль-Роблес                           | 115   | —     | 24,31 | Входила в Союз правых. Создана в результате слияния Народного действия и Валенсийской региональной правой. Включала в свои списки аграриев |
|                                                  | Аграрии («Аграрное меньшинство»)                               | исп. Agrarios (Minoría Agraria)                                  | Хосе Мартинес де Веласко                                | 30                                               | —     | 6,34  | Группа депутатов-аграриев, избранных в 1931 году. В 1934 году преобразована в Испанскую аграрную партию | |
|                                                  | Независимые правые                                             | исп. Independientes de derecha                                   |                                                         | 13                                               | —     | 2,75  | 5 вступили в Аграрную группу и 1 в CEDA, остальные семеро образовали Группу независимых | |
| Правые                                           | Правые                                                         | Правые                                                           | Правые                                                  | Правые                                           | 158   | —     | 33,40 | |
|                                                  |                                                                | Радикальная республиканская партия                               | исп. Partido Republicano Radical, PRR                   | Алехандро Леррус                                 | 102   | ▲12   | 21,57 | В большинстве округов кандидаты партии баллотировались самостоятельно или совместно с прогрессистами и консервативными республиканцами. В семи округах с правыми и в четырёх с левыми, а также по спискам с Каталонской лигой и галисийскими республиканцами |
|                                                  | Консервативная республиканская партия                          | исп. Partido Rep. Conservador, PRC                               | Мигель Маура                                            | 17                                               | —     | 3,59  | Создана на базе правого крыла Республиканской либеральной правой. Баллотировались самостоятельно или совместно с радикалами                                                                                              | |
|                                                  | Демократическая либеральная республиканская партия             | исп. Partido Republicano Liberal Demócrata, PRLD                 | Мелькиадес Альварес                                     | 9                                                | ▲5    | 1,90  | Семеро были избраны в Астурии по совместным спискам с CEDA, оставшиеся двое совместно с радикалами | |
|                                                  | Прогрессивная республиканская партия                           | исп. Partido Rep. Progresista, PRP                               | Нисето Алькала Самора-и-Торрес                          | 3                                                | ▼22   | 0,63  | Создана в результате переименования Республиканской либеральной правой. В основном, баллотировались совместно с радикалами                                                                                               | |
|                                                  | Республиканская партия центра                                  | исп. Partido Republicano de Centro, PRCe                         | Хуан Марч                                               | 2                                                | ▬     | 0,42  | Только на Балеарских островах совместно с правыми | |
|                                                  | Независимые республиканцы-центристы                            | исп. Republicanos independientes de centro                       |                                                         | 5                                                | —     | 1,06  | Хоакин Чапаприета (по списку CEDA), 2 бывших депутата от Ассоциации службы Республике и 2 независимых в Луго | |
| Центристы и правые республиканцы                 | Центристы и правые республиканцы                               | Центристы и правые республиканцы                                 | Центристы и правые республиканцы                        | Центристы и правые республиканцы                 | 138   | ▲9    | 29,18 | |
|                                                  |                                                                | Испанская социалистическая рабочая партия                        | исп. Partido Socialista Obrero Español, PSOE            | Франсиско Ларго Кабальеро                        | 59    | ▼58   | 12,47 | В основном собственные списки, в некоторых округах коалиции с Республиканским действием |
|                                                  | Социалистический союз Каталонии                                | кат. Unió Socialista de Catalunya, USC                           | Жоан Коморера и Солер                                   | 3                                                | ▼1    | 0,63  | В составе коалиции Каталонская левая | |
|                                                  | Коммунистическая партия Испании                                | исп. Partido Comunista de Españа, PCE                            | Хосе Диас Рамос                                         | 1                                                | ▲1    | 0,21  | | |
| Все марксисты                                    | Все марксисты                                                  | Все марксисты                                                    | Все марксисты                                           | Все марксисты                                    | 63    | ▼62   | 13,32 | Рабоче-крестьянский блок (Хоакин Маурин) и Иберийские революционеры (Хосе Антонио Балбонтин) остались без мест в Кортесах |
|                                                  |                                                                | Традиционалистское причастие                                     | исп. Comunión Tradicionalista, CT                       | Томас Домингес Аревало, герцог де Родесно        | 20    | ▲16   | 4,23 | В основном по спискам CEDA, в первую очередь в Наварре и Стране Басков |
|                                                  | «Испанское обновление»                                         | исп. Renovación Española, RE                                     | Антонио Гойкоэчеа, Хосе Кальво Сотело                   | 14                                               | ▲13   | 2,96  | Создана на базе Монархического союза Кальво Сотелы и монархистов из числа сторонников Гойкоэчеа, покинувших Народное действие. Баллотировались в составе Союз правых и коалиции «Традиционалисты и Испанское обновление» | |
|                                                  | Испанская националистическая партия                            | исп. Partido Nacionalista Español, PNE                           | Хосе Мария Альбиньяна                                   | 1                                                | ▬     | 0,21  | Только в Бургосе. Баллотировались по спискам «Испанского обновления» | |
|                                                  | Независимые монархисты                                         | исп. Monárquicos independientes                                  | Хосе Мария Пеман                                        | 4                                                | —     | 0,85  | Два независимых монархиста были избраны в Луго и два в Кадисе | |
| Правые монархисты                                | Правые монархисты                                              | Правые монархисты                                                | Правые монархисты                                       | Правые монархисты                                | 39    | ▲29   | 8,25 | |
|                                                  |                                                                | Каталонская лига                                                 | кат. Lliga Catalana, LC                                 | Франсеск Камбо                                   | 24    | ▲22   | 5,07 | Включая двоих независимых и одного валенсийского депутата |
|                                                  | Баскская националистическая партия                             | баск. Euzko Alderdi Jeltzalea, EAJ                               | Хосе А. Агирре                                          | 11                                               | ▲4    | 2,33  | Собственные списки, включая одного независимого в Гипускоа | |
|                                                  | Регионалистская партия Мальорки                                | кат. Partit Regionalista de Mallorca, PRM                        | Бартоломе Фонс                                          | 1                                                | —     | 0,21  | Избран по спискам правых, в парламенте присоединился к группе Каталонской лиги | |
|                                                  | Независимые за государство Басков—Наварра                      | исп. Independientes pro-Estatuto Estella                         | Рафаэль Пикавеа                                         | 1                                                | —     | 0,21  | Избран по спискам правых, в парламенте присоединился к группе баскских националистов | |
| Регионалисты и националисты — центристы и правые | Регионалисты и националисты — центристы и правые               | Регионалисты и националисты — центристы и правые                 | Регионалисты и националисты — центристы и правые        | Регионалисты и националисты — центристы и правые | 37    | ▲17   | 7,82 | Остались без мест в парламенте блок Республиканское каталонское действие — Левая республиканская националистическая партия (Льюис Николау), Галисийские республиканцы-автономисты (Мануэль Портела Вальядарес) и Галисийская партия (Суарес Пикайо).         |
|                                                  |                                                                | Республиканская левая Каталонии                                  | кат. Esquerra Republicana de Catalunya, ERC             | Франсеск Масия                                   | 17    | ▼12   | 4,89 | Входила в коалицию Каталонская левая |
|                                                  | Галисийская республиканская партия                             | галис. Partido Republicano Gallego, PRG                          | Сантьяго Касарес Кирога                                 | 6                                                | ▼8    | 1,27  | Создана на базе Автономной галисийской республиканской организации в 1932 году. PRG Понтеведра отделилась от партии, вступив в союз с Республиканским действием                                                          | |
|                                                  | Союз крестьян                                                  | кат. Unió de Rabassaires, UdR                                    | Хосеп Кальвет                                           | 1                                                | —     | 0,21  | Левая крестьянская каталонская партия. Входила в коалицию Каталонская левая | |
| Левые националисты                               | Левые националисты                                             | Левые националисты                                               | Левые националисты                                      | Левые националисты                               | 24    | ▼20   | 5,07 | |
|                                                  |                                                                | Республиканское действие                                         | исп. Acción Republicana, AR                             | Мануэль Асанья                                   | 5     | ▼21   | 1,06 | Входила в коалицию Республиканская левая. Свои мандаты завоевала по спискам ИСРП, радикалов и РЛК |
|                                                  | Федеральная демократическая республиканская партия             | исп. Partido Republicano Democrático Federal, PRDF               | Хосе Франчи, Эдуардо Барриоберо                         | 4                                                | ▼12   | 0,85  | Накануне выборов партия раскололась из-за серьёзных внутренних противоречий на группу министра Франчи (1 депутат), группу Барриоберо (3 депутата по спискам Каталонской левой) и Федеральную крайне левую                | |
|                                                  | Независимая радикально-социалистическая республиканская партия | исп. Partido Republicano Radical Socialista Independiente, PRSSI | Марселино Доминго, Альваро де Альборнос                 | 3                                                | —     | 0,63  | Образована левым крылом Радикально-социалистической республиканской партии. Входила в коалицию Республиканская левая | |
|                                                  | Радикально-социалистическая республиканская партия             | исп. Partido Republicano Radical Socialista, PRRS                | Феликс Гордон Ордас                                     | 1                                                | ▼58   | 0,21  | Пережив два раскола партия, принявшая участие в выборах самостоятельно, практически полностью растеряла своих сторонников                                                                                                | |
| Левые республиканцы                              | Левые республиканцы                                            | Левые республиканцы                                              | Левые республиканцы                                     | 13                                               | ▼109  | 2,75  | | |
|                                                  |                                                                | Испанская фаланга                                                | исп. Falange Española, FE                               | Хосе Примо де Ривера                             | 1     | —     | 0,21 | |
| Крайне правые                                    | Крайне правые                                                  | Крайне правые                                                    | Крайне правые                                           | Крайне правые                                    | 1     | —     | 0,21 | |
|                                                  |                                                                |                                                                  |                                                         |                                                  |       |       | | |
| Всего                                            | Всего                                                          | Всего                                                            | Всего                                                   | Всего                                            | 473   | ▲3    | 100 | |
|                                                  |                                                                |                                                                  |                                                         |                                                  |       |       | | |
| Источник: Historia Electoral                     |                                                                |                                                                  |                                                         |                                                  |       |       | | |

## Результаты по регионам
Из общего числа 60 округов в 48 победитель был выявлен в первом туре, в оставшихся 12 во втором.
Наибольшего успеха на провинциальном уровне добился Союз правых, сумев занять, выступая единым списком, первое место по количеству избранных депутатов в 24 провинциях и 2 городах (Севилья и Сарагоса). В 13 провинциях и в Мурсии выборы выиграла коалиция правых и радикалов, включавшая также аграриев, консервативных республиканцев и прогрессистов. Ещё в 7 провинциях и в Валенсии победила Радикальная республиканская партия, выступавшая в союзе с консервативными республиканцами, прогрессистами, либеральными демократами и Демократическим действием. Каталонская лига победила в Барселоне, Льейде и Таррагоне. Баскские националисты выиграли в Бильбао, Гипускоа и Бискайе. Социалисты смогли выиграть выборы в Уэльве и Мадриде, а также в составе коалиции с коммунистами и независимыми радикал-социалистами в Малаге. Каталонская левая победила в провинции Барселона и в Жироне. Коалиция либеральных демократов и правых выиграла выборы в Овьедо (ныне Астурия).

## После выборов
По свидетельству радикала Мартинеса Баррио, главные лидеры левых республиканцев во главе с Асанья оказали серьёзное давление на президента Республики Алькала Самору, требуя провести новые выборы в Кортесы. Тем не менее, первая сессия новоизбранного парламента открылась как и планировалось 8 декабря 1933 года под председательством Алькала Саморы. Председателем Кортесов в тот же день был избран Сантьяго Альба (Радикальная республиканская партия), за которого проголосовали 234 депутата, 8 воздержались, 4 отдали свои голоса Мартинесу Баррио (Радикальная республиканская партия), 1 за Боливара (Коммунистическая партия Испании) и 1 за Хименеса де Асуа (Испанская социалистическая рабочая партия). Депутаты от ИСРП от участия в голосовании отказались.
Хотя выборы выиграли правые, президент Нисето Алькала Самора, не доверяя CEDA и желая сохранить Республику, поручил формировать кабинет Алехандро Леррусу, который вынужден был заручиться поддержку консерваторов. В своё правительство он включил помимо однопартийцев также представителей «Аграрного меньшинства», правых либералов, либеральных демократов и правых галисийских регионалистов. Хотя членов CEDA в кабинете не оказалось, конфедерация поддержала его. 16 декабря 1933 года новое правительство было утверждено, так было положено начало так называемому «Консервативному двухлетию» (1933—1935), во время которого многие достижения прежнего реформистского периода были отменены.
Попытка лидеров Испанской конфедерации независимых правых создать единую группу правых депутатов не увенчалась успехом. Только 5 аграриев и один консервативный республиканец присоединились к группе CEDA. Большая часть депутатов-аграриев не поддались давлению и образовали свою аграрную группу, на базе которой в следующем 1934 году была создана Испанская аграрная партия. 14 депутатов от «Испанского обновления» и Испанской националистической партии, избранных по спискам Союза правых, также предпочли сформировать свою группу, названную «Национальный блок» (исп. Bloque Nacional). Семеро независимых правых вместе с одним членом Консервативной республиканской партии организовали Группу независимых правых. Ещё пять независимых правых присоединились к аграриями и лишь один к CEDA. Депутат от Регионалистской партии Мальорки, хотя и был избран по спискам правых, в парламенте присоединился к группе Каталонской лиги. Единственный независимый депутат-сторонник создания единого государства басков (Страна Басков и Наварра), также избранный по спискам правых, в парламенте присоединился к группе баскских националистов.

### Распределение депутатов по группам
| Группа | Группа                                             | Группа                                                  | Партии | Мест |
| ------ | -------------------------------------------------- | ------------------------------------------------------- | --- | ---- |
|        | Испанская конфедерация независимых правых          | исп. Confederación Española de Derechas Autónomas, CEDA | Испанская конфедерация независимых правых, независимые, аграрии, 1 от Консервативной республиканской партии                   | 119  |
|        | Радикальная республиканская партия                 | исп. Partido Republicano Radical, PRR                   | Радикальная республиканская партия                                                                                            | 102  |
|        | Испанская социалистическаярабочая партия           | исп. Partido Socialista Obrero Español, PSOE            | | 56   |
|        | Аграрная группа                                    | исп. grupo Agrario)                                     | аграрии, независимые правые, 1 из CEDA                                                                                        | 30   |
|        | Каталонская лига                                   | кат. Lliga Catalana, LC                                 | Каталонская лига и Регионалистская партия Мальорки                                                                            | 25   |
|        | Каталонская левая                                  | кат. Esquerra Catalana, EC                              | Республиканская левая Каталонии, Социалистический союз Каталонии, Союз крестьян                                               | 21   |
|        | Традиционалистское причастие                       | исп. Comunión Tradicionalista, CT                       | Традиционалистское причастие                                                                                                  | 20   |
|        | Консервативная республиканская партия              | исп. Partido Republicano Conservador, PRC               | Консервативная республиканская партия                                                                                         | 15   |
|        | Республиканская левая                              | исп. Izquierda Republicana, IR                          | Республиканское действие, Независимая радикально-социалистическая республиканская партия и Галисийская республиканская партия | 14   |
|        | Национальный блок                                  | исп. Bloque Nacional, BN                                | «Испанское обновление» и Испанская националистическая партия                                                                  | 14   |
|        | Баскская националистическая партия                 | баск. Euzko Alderdi Jeltzalea, EAJ                      | Баскская националистическая партия и независимый                                                                              | 12   |
|        | Независимые республиканцы                          | исп. Republicano Independiente, RI                      | Прогрессивная республиканская партия, Республиканская партия центра, независимые                                              | 10   |
|        | Демократическая либеральная республиканская партия | исп. Partido Republicano Liberal Demócrata, PRLD        | Демократическая либеральная республиканская партия                                                                            | 9    |
|        | Группа независимых (правые)                        | исп. Grupo Independiente (Derechas)                     | независимые, 1 от Консервативной республиканской партии                                                                       | 8    |
|        | Федеральная демократическая республиканская партия | исп. Partido Republicano Democrático Federal, PRDF      | Федеральная демократическая республиканская партия                                                                            | 4    |
|        | Независимые монархисты                             | исп. Monárquicos independiente                          | независимые | 4    |
|        | Коммунистическая партия Испании                    | исп. Partido Comunista de España, PCE                   | Коммунистическая партия Испании                                                                                               | 1    |
|        | Радикально-социалистическая республиканская партия | исп. Partido Republicano Radical Socialista, PRRS       | Радикально-социалистическая республиканская партия                                                                            | 1    |
|        | Испанская фаланга                                  | исп. Falange Española, FE                               | Испанская фаланга | 1    |
| Всего: | Всего:                                             | Всего:                                                  | Всего: | 466  |

## Оценки выборов
Как отмечает историк Сантос Хулия, «результатом выборов стала драматичная перестройка партийной системы, хороший пример того, как далеко Республике всё ещё было до консолидированной демократии». Наиболее заметным изменением стало появление на парламентской сцене CEDA, католической правоконсервативной аксиденталистской силы, которая не объявляла о своей верности республике, ставшей самой крупной партией парламента. Другие правые или правоцентристские партии (аграрии, консервативные и прогрессистские республиканцы, Каталонская лига, либеральные демократы) получили приемлемые результаты, что сделало их важной частью будущих правоцентристских кабинетов Алехандро Лерруса, находившихся у власти большую часть наступившего «Консервативного двухлетия». Другими значительными изменениями партийной системы стали разгромное поражение левореспубликанских сил, что привело их к необходимости кардинальной перестройки своих рядов, и тяжёлое, хотя и не катастрофичное, поражение социалистов, которые пошли на выборы в одиночку с надеждой получить достаточное большинство, чтобы мирно преобразовать «буржуазную» республику в «социалистическую». В сложившейся ситуации центральное положение смогла занять Радикальная партия Лерруса, фактически став правящей на два ближайших года.